# Dois Irmãos do Buriti
Dois Irmãos do Buriti – miasto i gmina w Brazylii, w stanie Mato Grosso do Sul.